# 興部駅

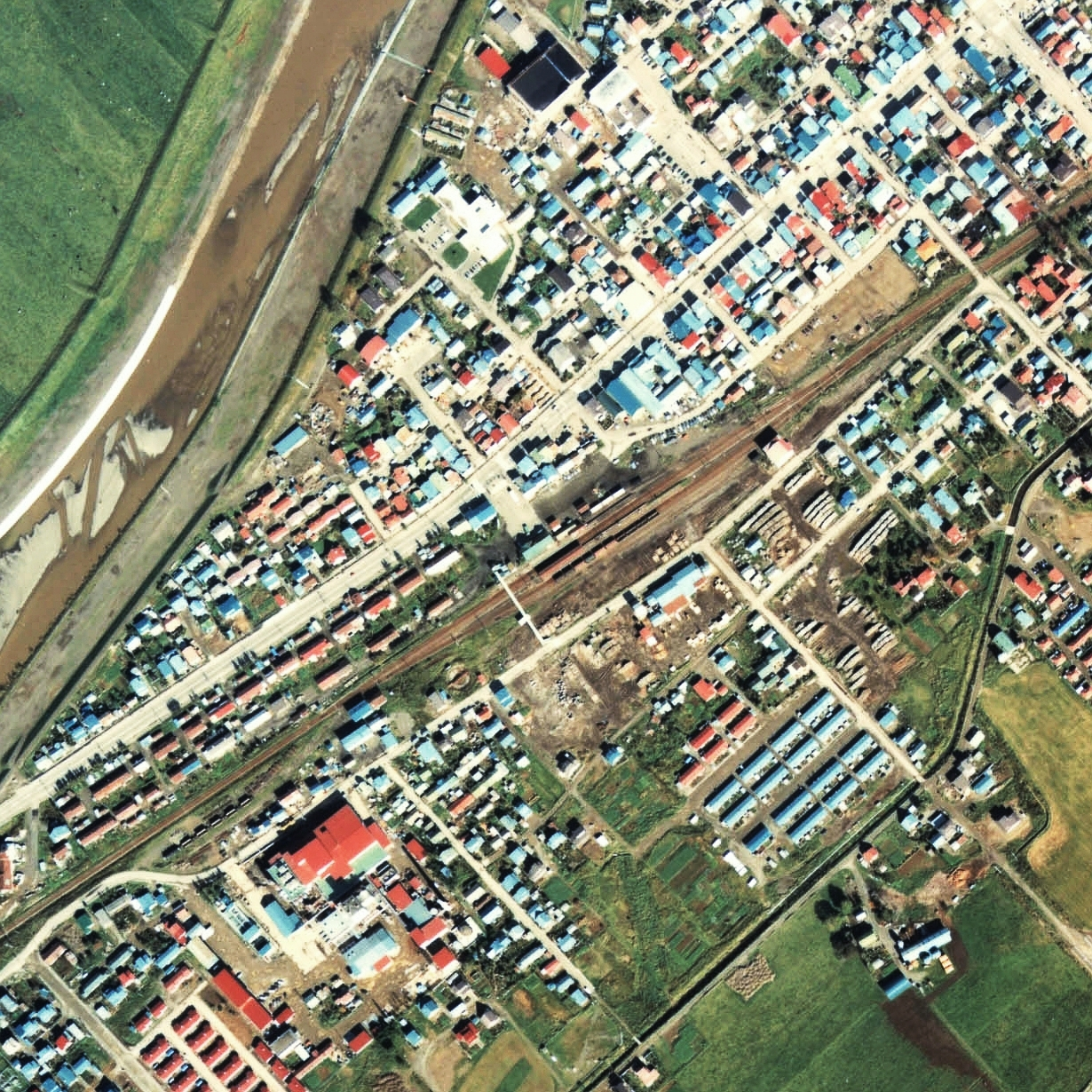
1978年の興部駅と周囲約750m範囲。右上が紋別方面及び興浜南線雄武方面。国鉄型配線2面3線と駅舎横の貨物ホームに引込み線、その他多数の側線を持つ。

興部駅（おこっぺえき）は、北海道（網走支庁）紋別郡興部町字興部にあった北海道旅客鉄道（JR北海道）名寄本線の駅（廃駅）である。事務管理コードは▲122113。1985年（昭和60年）までは興浜南線の分岐駅でもあった。

## 歴史
1980年（昭和55年）9月30日まで運行されていた急行「天都」・1986年（昭和61年）10月31日まで運行されていた急行「紋別」の停車駅であった。
- 1921年（大正10年）
  - 3月25日 - 鉄道省名寄東線中湧別駅 - 当駅間開通に伴い開業[3][4]。一般駅[4][5]。
  - 10月5日 - 名寄西線上興部駅 - 当駅間延伸開通。名寄東線を名寄線に編入、それに伴い同線の駅となる[3]。
- 1923年（大正12年）11月5日 - 線路名を名寄本線に改称、それに伴い同線の駅となる[3]。
- 1935年（昭和10年）
  - 9月15日 - 興浜南線当駅 - 雄武駅間開通[3]。
  - 月日不詳 - 駅舎改築[6]。
- 1944年（昭和19年）11月1日 - 興浜南線が不要不急線として休止される[3]。
- 1945年（昭和20年）12月5日 - 興浜南線が営業再開[3]。
- 1949年（昭和24年）6月1日 - 日本国有鉄道に移管。
- 1955年（昭和30年） - 鉄道弘済会売店（後のキヨスク）出店[6]。
- 1961年（昭和36年）11月 - 弁当構内立売営業開始（米田弁当店）[6]。
- 1962年（昭和37年）5月 - 急行「紋別」及び準急「天都」の停車駅となる[6]。
- 1968年（昭和43年）7月25日 - 補助コンテナ基地設置[7]。
- 1982年（昭和57年）11月15日 - 貨物取扱い廃止[4]。
- 1984年（昭和59年）2月1日 - 荷物取扱い廃止[4]。
- 1985年（昭和60年）7月15日 - 興浜南線が廃止される[3]。
- 1987年（昭和62年）4月1日 - 国鉄分割民営化によりJR北海道に継承[4]。
- 1989年（平成元年）5月1日 - 名寄本線の廃線に伴い廃止となる[3]。

### 駅名の由来
当駅の所在する地名より。アイヌ語の「オウコッペ」〔川尻・互いにくっつく・もの（川）〕に字を当てたものであるとされる。

## 駅構造
廃止時点で、単式ホーム・島式ホーム複合型2面3線を有する地上駅で、列車交換可能な交換駅であった。互いのホームは駅舎側ホーム中央部分と島式ホーム南側を結んだ構内踏切で連絡した。1983年（昭和58年）時点では、駅舎側（西側）が1番線、上屋が設置された島式ホーム駅舎側が2番線、外側が3番線となっており、何れも上下共用であった。3番線の外側に側線を3線有し、そこから給水線などの行き止まりの側線も数線有した。そのほか1番線の遠軽方から分岐し駅舎北側のホーム切欠き部分の貨物ホームへの貨物側線を2線有していた。
職員配置駅となっており、駅舎は構内の北西側に位置し単式ホーム中央部分に接していた。ホームの有効長は120mあった。

## 利用状況
乗車人員の推移は以下のとおり。年間の値のみ判明している年については、当該年度の日数で除した値を括弧書きで1日平均欄に示す。乗降人員のみが判明している場合は、1/2した値を括弧書きで記した。
| 年度               | 乗車人員 | 乗車人員 | 出典   | 備考                   |
| 年度               | 年間     | 1日平均  | 出典   | 備考                   |
| ------------------ | -------- | -------- | ------ | ---------------------- |
| 1954年（昭和29年） |          | (621.0)  | [ 5 ]  | 1日平均乗降人員1,242人 |
| 1955年（昭和30年） |          | (626.0)  | [ 5 ]  | 1日平均乗降人員1,252人 |
| 1956年（昭和31年） |          | (749.0)  | [ 5 ]  | 1日平均乗降人員1,498人 |
| 1957年（昭和32年） |          | (715.5)  | [ 5 ]  | 1日平均乗降人員1,431人 |
| 1958年（昭和33年） |          | (737.5)  | [ 5 ]  | 1日平均乗降人員1,475人 |
| 1978年（昭和53年） |          | 366      | [ 14 ] |                        |
| 1981年（昭和56年） |          | (201.5)  |        | 1日平均乗降人員403人   |

## 駅弁
1980年代まで「ほたてしめじ弁当」などの駅弁が販売されており、大変な人気があったという。

## 駅周辺
- 国道238号（オホーツク国道）[16]
- 国道239号（天北国道）[16]
- 道の駅おこっぺ - 当駅廃駅後、駅跡に開業した。
- 興部町役場
- 興部郵便局
- 興部警察署
- 北見信用金庫興部支店
- 興部町立興部小学校
- 興部公園
- 興部川[16]
- バス乗り場
  - 名士バス：名寄方面
  - 北紋バス：雄武方面・紋別方面

## 駅跡

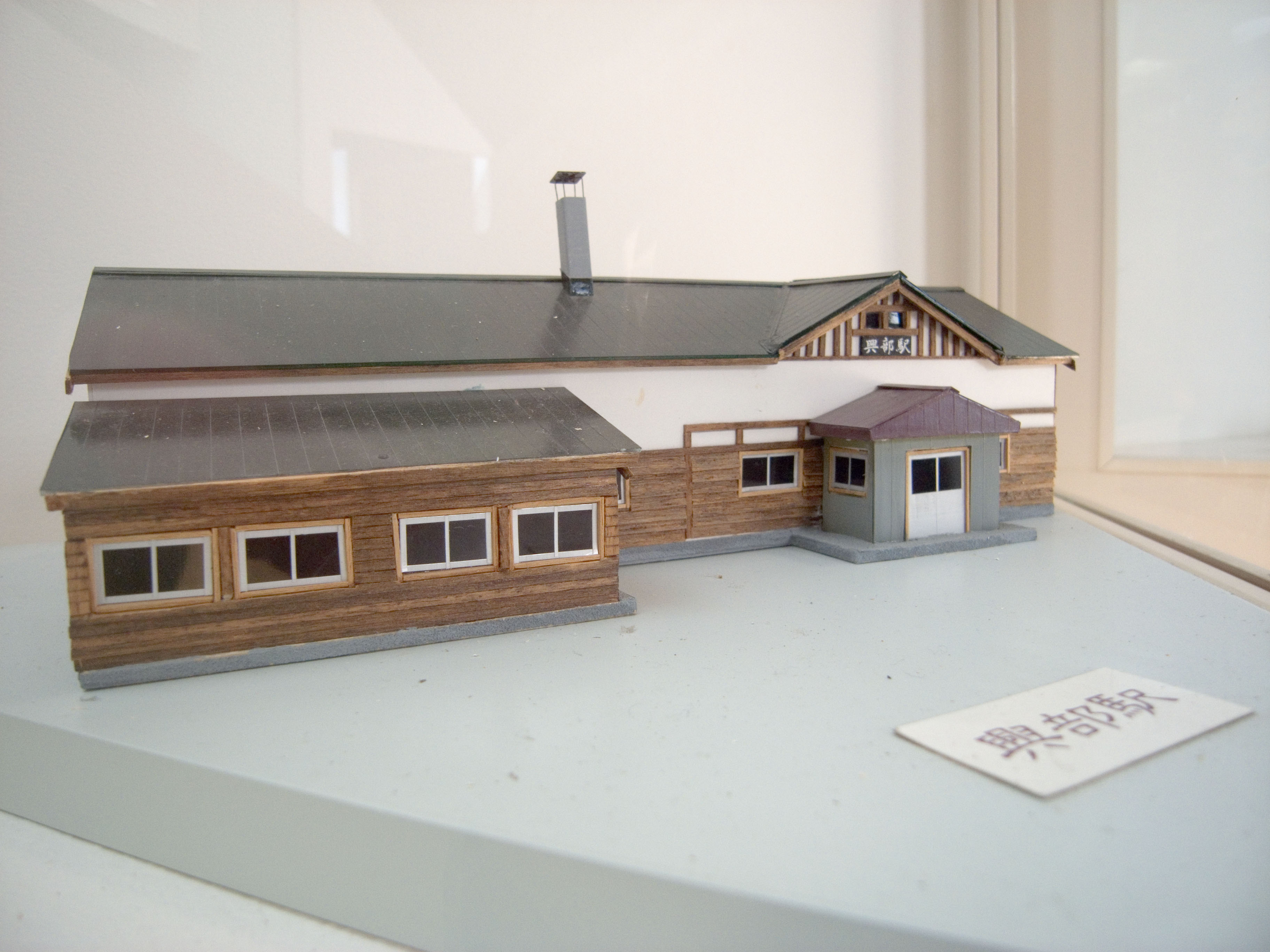
駅舎模型（道の駅おこっぺ）

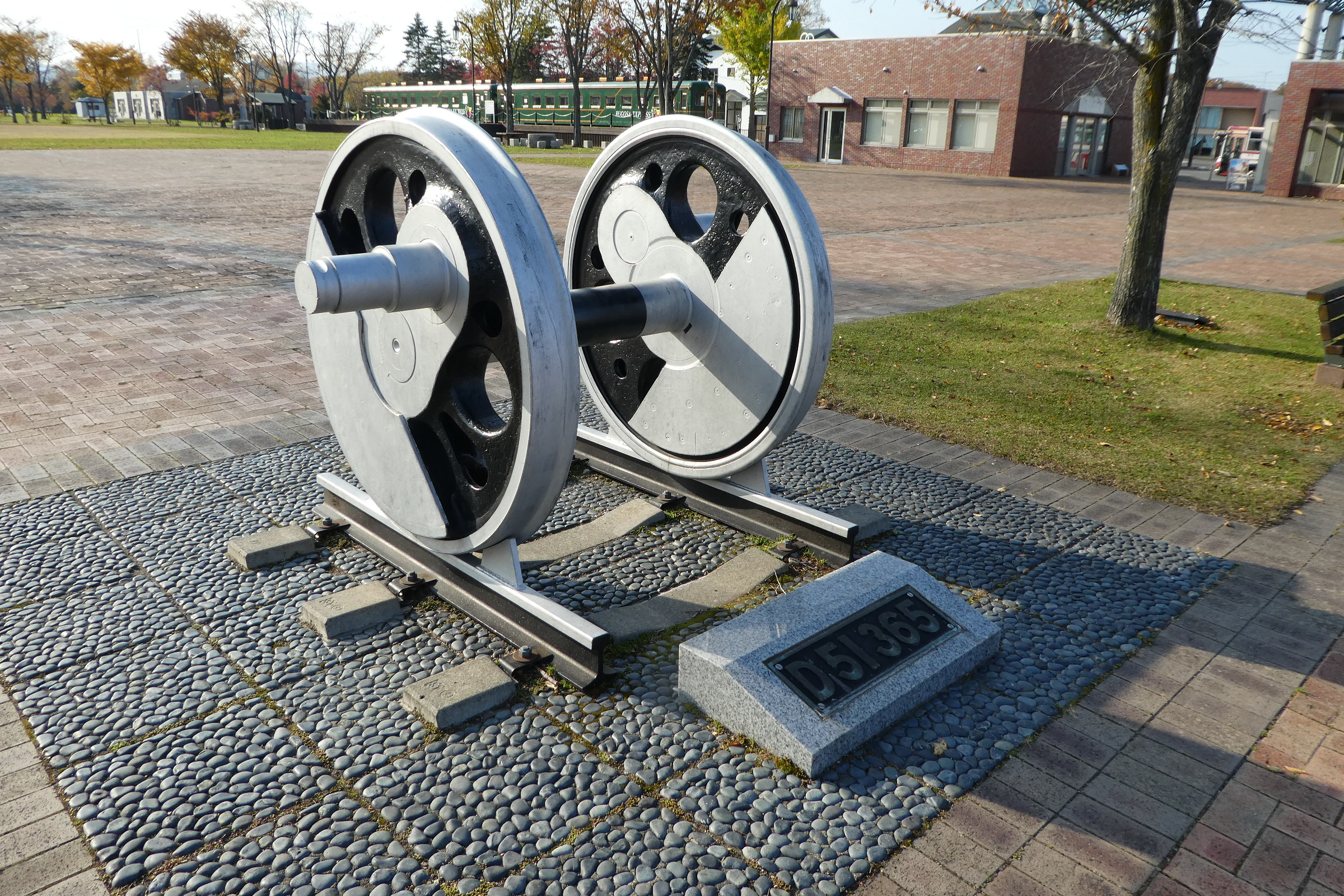
D51 365号機の動輪

2000年（平成12年）時点でバスターミナルを兼ねた「道の駅おこっぺ」となっている。道の駅おこっぺの一角には1992年（平成4年）6月から興部町により「興部交通記念館」が開設されている。館内には当時使用していた備品、乗車券、レール、時刻表、駅舎モデル、写真パネルなどが保存・展示されている。駅舎モデルは宇津駅、当駅、沙留駅の3駅が展示されている。館外の敷地にはキハ22形気動車キハ22 202、キハ22 251の2両が連結された状態で静態保存・展示され、前者が休憩所、後者がライダーハウスとして使用されており、「ルゴーサ・エクスプレス」と名付けられている。また駅構内跡地は広いため公園にも転用されており、モニュメントとしてD51形蒸気機関車D51 365号機の動輪が保存・展示されている。2010年（平成22年）時点、2011年（平成23年）時点でも同様であった。
また、2000年（平成12年）時点では北興駅 - 当駅間の線路跡の一部がサイクリングロードに転用されており、それを跨ぐ陸橋に「天北こ線橋」の名が残っていた。2010年（平成22年）時点、2011年（平成23年）時点でも同様であった。

## 隣の駅
北海道旅客鉄道
名寄本線
北興駅 - 興部駅 - 旭ヶ丘駅
日本国有鉄道
興浜南線
興部駅 - 沢木駅